# 629 (numero)
Seicentoventinove è il numero naturale dopo il 628 e prima del 630.

## Proprietà matematiche
- È un numero dispari.
- È un numero composto, con i seguenti 4 divisori: 1, 17, 37, 629. Poiché la somma dei suoi divisori (escluso il numero stesso) è 55 < 629, è un numero difettivo.
- È un numero semiprimo.
- È un numero omirpimes.
- È un numero di Harshad.
- È un numero altamente cototiente.
- È un numero congruente.
- È un numero malvagio.
- È un numero intero privo di quadrati.
- È parte delle terne pitagoriche (100, 621, 629), (204, 595, 629), (296, 555, 629), (429, 460, 629), (540, 629, 829), (629, 5328, 5365), (629, 11628, 11645), (629, 197820, 197821).

## Astronomia
- 629 Bernardina è un asteroide della fascia principale del sistema solare.
- NGC 629 è un Asterismo della costellazione di Cassiopea.

## Astronautica
- Cosmos 629 è un satellite artificiale russo.